# اسب دریایی

چرخهٔ تولید مثل اسب دریایی: ۱. اسب دریایی ماده تخمک‌ها را وارد بدن اسب دریایی نر می‌کند. ۲. تخمک‌های بارور شده در درون بدن اسب دریایی نر رشد می‌کنند. ۳. اسب دریایی نر نوزادان را از بدن خود خارج می‌کند.

اسب دریایی یا اسبَک ماهی یک نوع ماهی از خانوادهٔ سوزن‌ماهیان است که در آب‌های حاره‌ای و معتدل سرتاسر جهان یافت می‌شود. طول بدن اسب‌های دریایی از ۱۶ میلی‌متر تا ۳۵ سانتی‌متر متغیر است. مشخصهٔ ویژهٔ این نوع ماهی‌ها این است که آن‌ها معدود ماهیانی هستند که در آن‌ها جنس ماده تخم‌ها را به بدن جنس نر منتقل کرده و جنس نر آن‌ها را حمل می‌کند. اسب دریایی تنها نوع از جانداران است که در آن جنس نر باردار میشود. طول مدت حاملگی در اسب دریایی بین ۱۰ روز تا ۶ هفته متغیر است. تک همسری در برخی از گونه‌ها، از جمله دیگر خصوصیات غیرعادی اسب‌های دریایی می‌باشد.
این ماهی غیرمعمول بلند قد دارای سری به شکل اسب است و به سمت بالا شنا می‌کند. بیشتر اوقات اسب‌های دریایی بدون حرکت باقی می‌مانند این حالت را به صورت گیر دادن دم چسبیده خود در لابه‌لای مرجان‌ها و جلبک‌های دریایی انجام می‌دهند و با همین حرکت در مقابل دشمنان ایجاد استتار می‌کنند. چشم‌ها مستقل از سر به طرفین حرکت می‌کنند و به این وسیله دائماً مراقب دشمنان بوده و همچنین غذای خود را جستجو می‌کنند. نوع مادهٔ این حیوان تخم‌های خود را در کیسهٔ نوع نر می‌ریزد و در همان‌جا نوزادان از تخم بیرون می‌آیند که به شکل اسب‌های دریایی کوچک هستند.
اسب‌های دریایی دارای باله‌ای حرکتی در پشت خود هستند که بیش از ۳۵ بار در ثانیه در نوسان است. همچنین این موجودات دارای باله‌های جانبی بسیار ریزی در نزدیکی پشت سر هستند که برای کنترل حرکت آن‌ها استفاده می‌شود.

## گونه‌ها
تقریباً ۳۵ گونهٔ شناخته شده از اسب‌های دریایی وجود دارد که شامل گونه‌های زیر می‌باشد:
- H. abdominalis (اسب دریایی شکم دار) که در فاصله دور از سواحل نیوزلند و استرالیای جنوبی و شرقی یافت می‌شود.
- H. algiricus (اسب دریایی آفریقای غربی)
- H. angustus (اسب دریایی شکم باریک)
- H. barbouri (اسب دریاییBarbour یا اسب دریایی پوزه راه‌راه)
- H. bargibanti (اسب دریایی کوتوله) که در منطقهٔ نیوکلدوینا دیده می‌شوند.
- H. borboniensis
- H. breviceps (اسب دریایی پوزه کوتاه) که در فاصله دور از ساحل استرالیای شرقی و جنوبی یافت می‌شود.
- H. camelopardalis (اسب دریایی زرافه‌ای)
- H. capensis (اسب دریایی Knysna)
- H. comes (اسب دریایی دم ببری) که در خاور دور یافت می‌شود.
- H. coronatus (اسب دریایی تاجدار)
- H. erectus (اسب دریایی خط‌دار) که در فاصله دور از ساحل شرقی آمریکا بین نووسکوشیا و اروگوئه دیده می‌شود.
- H. fisheri (اسب دریایی دله ماهی خوار)
- H. fuscus (اسب کوچک دریایی) که در اقانوس هند یافت می‌شود.
- H. guttulatus (اسب دریایی خال‌دار)
- H. hippocampus (اسب دریایی اروپایی) که در دریای مدیترانه و دریای آتلانتیک یافت می‌شود.
- H. histrix (اسب دریایی تیغ دار) که در اقیانوس هند، خلیج فارس، دریای سرخ و خاور شرق یافت می‌شود.
- H. ingens (اسب دریایی آرام) که در فاصله دور از ساحل اقیانوس آرام و آمریکای شمالی، جنوبی و مرکزی یافت می‌شود.
- H. jayakari (اسب دریایی جایاکار)
- H. kelloggi (اسب دریایی بزرگ)
- H. kuda (اسب دریایی خال‌خالی)
- H. lichtensteinii (اسب دریایی لیختن‌اشتاین)
- H. minotaur (اسب دریایی گردن کوتاه و کلفت)
- H. mohnikei (اسب دریایی ژاپنی)
- H. procerus (Hippocampus procerus)
- H. ridi (اسب دریایی برزیلی) که در سواحل کارائیب در صخره‌های مرجانی زندگی می‌کند.
- H. sindonis (اسب دریایی shiho)
- H. spinosissimus (اسب دریایی خارپشتی)
- H. subelongatus (اسب دریایی پوزه پلنگی یا اسب دریایی استرالیای غربی)
- H. trimaculatus (اسب دریایی سه خال‌دار)
- H. tubrculatus (اسب دریایی قلمبه)
- H. whitei (اسب دریایی سفید) که در فاصلهٔ دور از ساحل استرالیای شرقی یافت می‌شود.
- H. zebra (اسب دریایی راه‌راه)
- H. zosterae (اسب دریایی کوتوله) که در خلیج مکزیک و دریای کارائیب دیده می‌شود.

## شکار

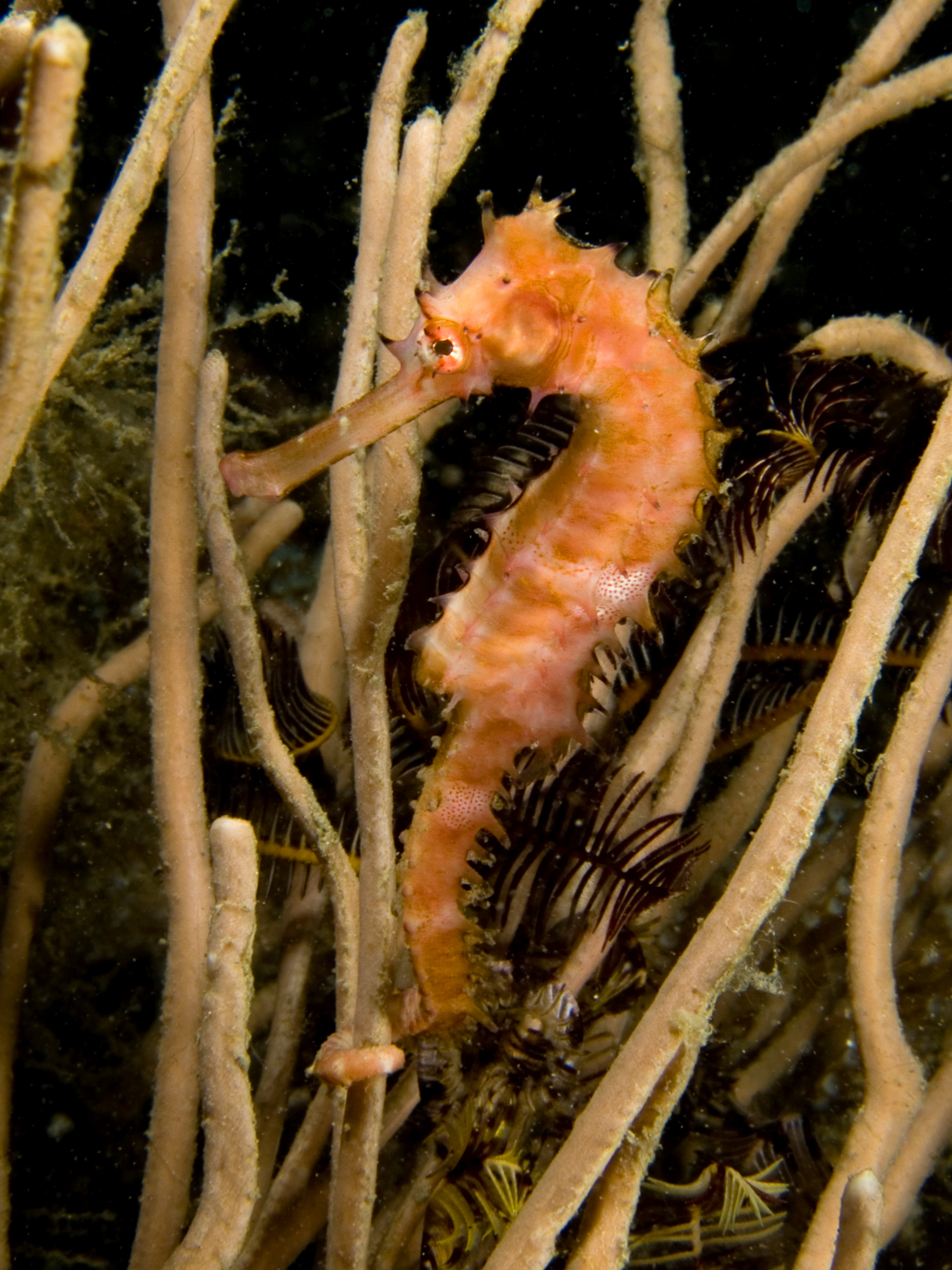
اسب دریایی که دم خود را به دور یک مرجان پیچانده است

شکار بی‌رویه در سال‌های اخیر جمعیت اسب‌های دریایی را به خطر انداخته است. اسب‌های دریایی در گیاه‌شناسی دارویی سنتی چین مورد استفاده قرار می‌گیرند. در حدود ۲۰ میلیون اسب دریایی در طول یک سال صید و برای این هدف فروخته می‌شوند. خویشاوندان نزدیک اسب‌های دریایی که همان اژدهای دریایی هستند، بدن بزرگ‌تر و اندام‌های ثانوی برگ مانندی دارند که آن‌ها را قادر می‌سازد که خود را در میان علف‌های دریایی یا بسترهای کتانخک پنهان سازند. اژدهای دریایی از ماهی‌های لیسه‌ای و amphipodها مانند سخت پوستان میگو مانند کوچک بنام mysids (شپش‌های دریایی) تغذیه می‌کنند. آن‌ها شکار خود را به طرف دهان کوچک خود می‌مکند. اکثر amphipadها از جلبک‌های قرمز که در سایه جنگل‌های کتابخک رشد می‌کنند تغذیه می‌کنند و این درست همان محلی است که اژدهاهای دریایی زندگی می‌کنند.

## عادات تغذیه
اسب های دریایی از پوزه بلند خود برای خوردن غذای خود به راحتی استفاده می کنند. با این حال، آنها در مصرف غذای خود دیر هستند و سیستم گوارشی بسیار ساده ای دارند که فاقد معده است، بنابراین برای زنده ماندن باید دائما غذا بخورند. اسب های دریایی شناگرهای خوبی نیستند و به همین دلیل باید خود را به جلبک دریایی، مرجان یا هر چیز دیگری که اسب دریایی را در جای خود نگه می دارد لنگر بزنند. آنها این کار را با استفاده از دم های پیشگیرانه خود برای درک موضوع انتخابی خود انجام می دهند.

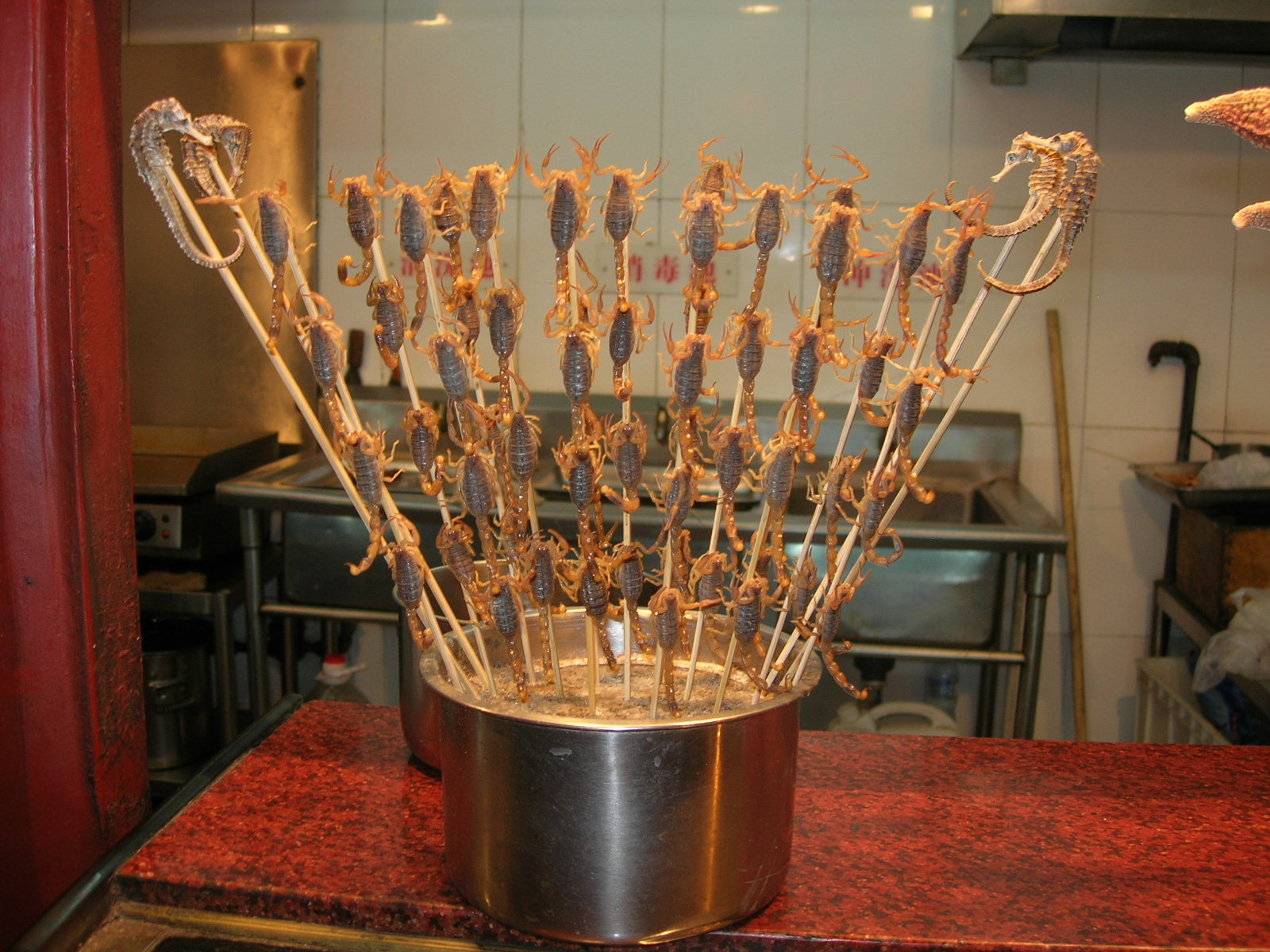
خوردن اسب دریایی و عقرب در چین به عنوان غذای خیابانی

اسب های دریایی در درجه اول سخت پوستان کوچکی را مصرف می کنند که یا در ستون آب معلق هستند یا در امتداد بستر می خزند. اسب‌های دریایی با استفاده از استتار قابل توجه خود، به طور مؤثری در فاصله‌ای نزدیک به شکار کمین می‌کنند و تا سودمندترین لحظه برای حمله بی‌حرکت می‌مانند. منابع غذایی ترجیحی آنها شامل میگوهای میسید و سخت پوستان کوچک مختلف است، اگرچه برخی از اسب های دریایی از بی مهرگان مختلف و حتی ماهی های لارو تغذیه می کنند. تحقیقات نشان داده است که مورفولوژی منحصر به فرد سر آنها یک مزیت هیدرودینامیکی دارد و به آنها اجازه می دهد با کمترین اختلال به طعمه فرار نزدیک شوند. این سازگاری اسب‌های دریایی را قادر می‌سازد تا به طور قابل ملاحظه‌ای به غلاف‌های غلاف، اهداف اولیه‌شان، نزدیک شوند. هنگامی که اسب‌های دریایی یواشکی و بدون شناسایی به طعمه خود نزدیک می‌شوند، با کمک تاندون‌های بزرگی که انرژی کشسانی را ذخیره و آزاد می‌کنند، یک رانش سریع به سمت بالا انجام می‌دهند و سر خود را به سرعت می‌چرخانند. این عمل برای گرفتن موفقیت آمیز حیاتی است، زیرا ساکشن دهانی فقط در فاصله نزدیک موثر است. فرآیند شکار طعمه شامل دو مرحله مجزا است که به عنوان تغذیه محوری شناخته می شود. اسب‌های دریایی سه مرحله تغذیه خاص را نشان می‌دهند: مرحله آماده‌سازی، مرحله گسترش و مرحله بازیابی. در مرحله آماده سازی، اسب دریایی به تدریج به هدف خود نزدیک می شود و در عین حال وضعیت عمودی خود را حفظ می کند و به دنبال آن خم شدن آرام شکمی سر انجام می شود. در طول مرحله گسترش، اسب دریایی طعمه خود را با بالا بردن سر، گسترش حفره باکال خود و مکیدن طعمه به طور همزمان می گیرد. در نهایت، در مرحله بهبودی، آرواره ها، سر و دستگاه هیوئید اسب دریایی به موقعیت اولیه خود باز می گردند.

## زیستگاه

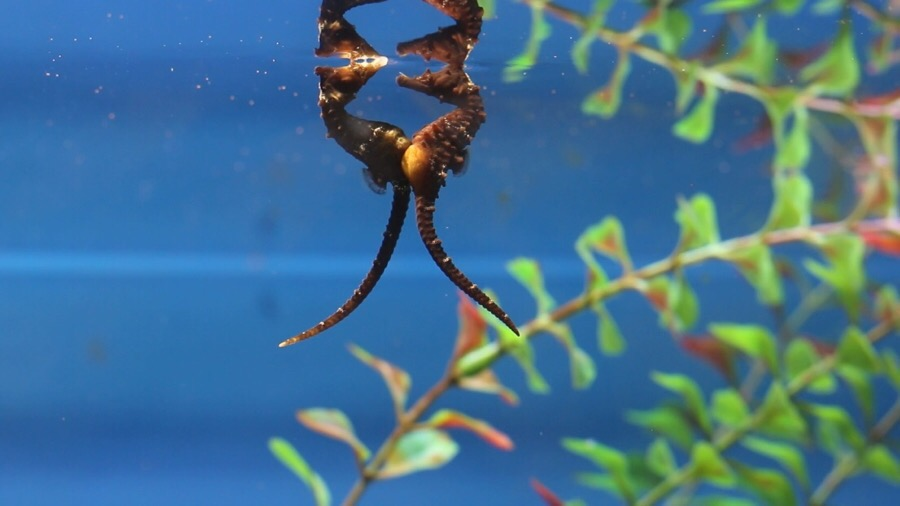
جفت‌گیری اسب دریایی

اسب‌های دریایی عمدتاً در آب‌های نمکی کم‌عمق استوایی و معتدل در سراسر جهان یافت می‌شوند، از حدود ۴۵ درجه شمالی تا ۴۵ درجه شمالی. آنها در مناطق سرپناهی مانند بسترهای علف‌های دریایی، مصب‌ها، صخره‌های مرجانی و حرا زندگی می‌کنند. چهار گونه در آب‌های اقیانوس آرام از آمریکای شمالی تا آمریکای جنوبی یافت می‌شود. در اقیانوس اطلس، Hippocampus erectus از نوا اسکوشیا تا اروگوئه است. H. zosterae، معروف به اسب دریایی کوتوله، در باهاما یافت می‌شود.
مستعمرات در آب‌های اروپایی مانند رودخانه تیمز یافت شده است. دو گونه در دریای مدیترانه زندگی می‌کنند: H. guttulatus (اسب دریایی خرطومی بلند)، H. hippocampus (اسب دریایی خرطوم کوتاه). این گونه‌ها قلمروها را تشکیل می‌دهند. نرها در ۱ متر مربع (۱۰ فوت مربع) از زیستگاه می‌مانند، در حالی که ماده‌ها بیش از صد برابر آن است.

## توصیف

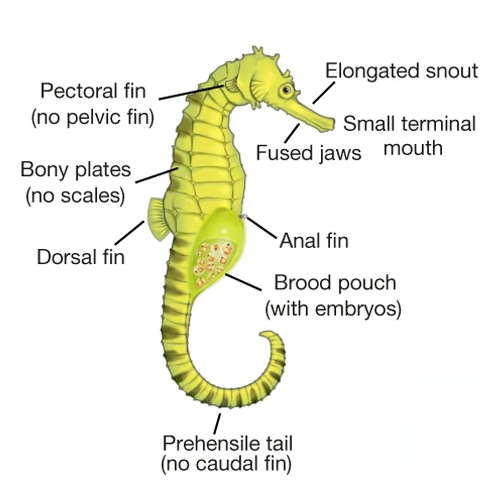
سازوکار یک اسب دریایی نر حامله

اندازه اسب‌های دریایی از ۱٫۵ تا ۳۵ سانتی‌متر (۰٫۶ تا ۱۳٫۸ اینچ) متغیر است. آنها به دلیل ظاهر اسبی خود، با گردن خمیده و سرهای خرطومی بلند و تنه و دم متمایز نامگذاری شده‌اند. اگرچه آنها ماهی‌های استخوانی هستند، اما فلس ندارند، بلکه پوست نازکی دارند که روی یک سری صفحات استخوانی کشیده شده است که در سراسر بدن آنها به صورت حلقه ای قرار گرفته‌اند. هر گونه دارای تعداد مشخصی حلقه است. زره صفحات استخوانی نیز از آنها در برابر شکارچیان محافظت می‌کند و به دلیل این اسکلت بیرونی، دیگر دنده ندارند. اسب‌های دریایی به‌طور عمودی شنا می‌کنند و با استفاده از باله پشتی خود را به حرکت درمی‌آورند، یکی دیگر از ویژگی‌هایی که در میان اقوام نزدیک ماهیان لوله ماهی که به صورت افقی شنا می‌کنند، مشترک نیست. تیغ ماهی تنها ماهی دیگری است که به صورت عمودی شنا می‌کند. باله‌های سینه‌ای که در دو طرف سر در پشت چشم‌هایشان قرار دارند، برای هدایت استفاده می‌شوند. آنها فاقد باله دمی معمولی ماهی‌ها هستند. دم پیشگیر آنها از حلقه‌های مربع مانندی تشکیل شده است که تنها در شدیدترین شرایط می‌توان قفل آنها را باز کرد. آنها در استتار ماهر هستند و بسته به زیستگاه خود می‌توانند رشد کنند و زائده‌های خاردار را دوباره جذب کنند.

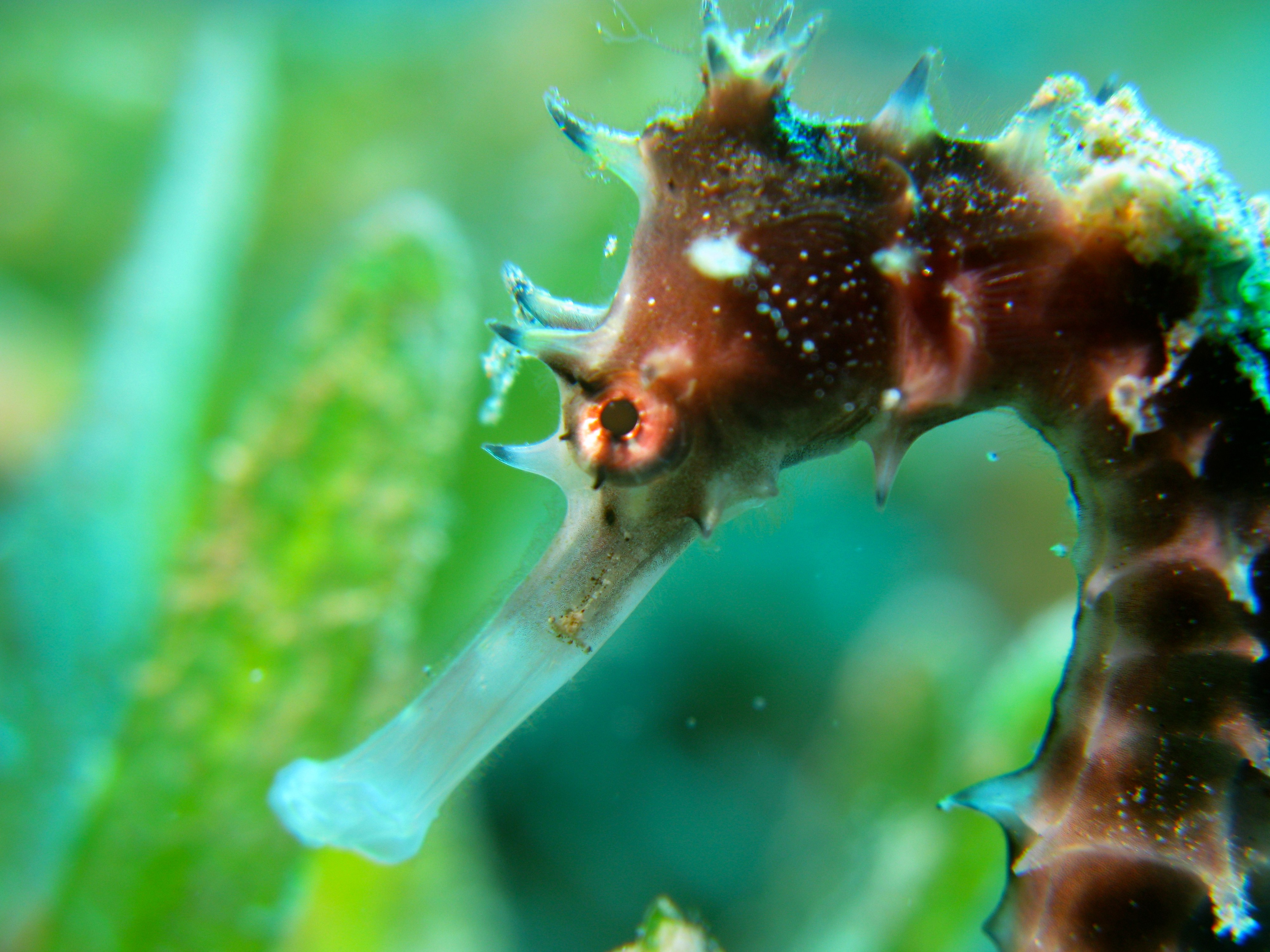
چهره یک اسب دریایی

اسب دریایی که در میان ماهی‌ها غیرمعمول است، گردنی انعطاف‌پذیر و مشخص دارد. همچنین دارای یک ستون فقرات یا شاخ مانند تاج بر روی سر خود است که به آن «تاج» می‌گویند که برای هر گونه متمایز است.
اسب‌های دریایی بسیار ضعیف شنا می‌کنند، به سرعت باله پشتی را تکان می‌دهند و از باله‌های سینه ای برای هدایت استفاده می‌کنند. کندترین ماهی در جهان H. zosterae (اسب دریایی کوتوله) است که حداکثر سرعت آن در حدود ۱٫۵ متر (۵ فوت) در ساعت است. از آنجایی که آنها شناگرهای ضعیفی هستند، به احتمال زیاد آنها را در حالی که دم پیشانی خود را به دور یک جسم ثابت زخمی کرده‌اند، پیدا می‌شوند. آنها پوزه بلندی دارند که از آن برای مکیدن غذا استفاده می‌کنند و چشمانشان می‌تواند مانند چشم آفتاب‌پرست مستقل از یکدیگر حرکت کند.